# سهره‌های داروین
سهره‌های داروین یا فنچ‌های گالاپاگوس یک پرندهی معمولی اما تأثیر گذار در علم جامعه بود.
داستان از این قرار است که یک کاوشگر جوان انگلیسی با نام چارلز داروین تصمیم گرفته بود با استفاده از کشتی تمام جهان را بگردد، و این تصمیم سرنوشت‌ساز آیندهٔ زیست‌شناسی و دیرینه‌شناسی جهان را تغییر داد.
او در جزیره‌ای در نزدیکی آمریکای جنوبی به نام گالاپاگوس نمونه‌ای از چند نوع پرندهٔ متفاوت یافت کرد. او تمام نمونه‌های خود را به کشورش یعنی انگلستان برد و آنها را با متخصصان زیادی در میان گذاشت، اما یک پرنده‌شناس با دیدن نمونه‌های پرنده حیرت‌زده شود، تمام نمونه‌های پرنده‌ای از گونهٔ سهره بودند اما با نوک‌های متفاوت از نظر ظاهری.
اما چرا ؟
احتمالاً زمانی باد یک گروه از سهره‌ها را از آمریکای شمالی به گالاپاگوس برده، چون سهره‌ها غذا و شرایط متفاوتی داشتند تغییر کردند یا به عبارتی دگرگشت یافتند.

## طبقه‌بندی

### تیره
زیست‌شناسان تا چند دهه این پرندگان و زردپره‌ایان برِّ جدید را در تیره گنجشک‌ها و buntingهای برِّ قدیم قرار می‌دادند. هرچند طبقه‌بندی سیبلی-الکویست* سهره‌های داروین را با tanagerها هم‌تیره می‌داند (تیره Thraupidae).
انجمن پرنده‌شناسی آمریکا، در چک لیست آمریکای شمالی خود، مکان فنچ کوکوس را در Emberizidae اما با ستاره نشان می‌دهد که نشان‌دهنده احتمال جایگاه اشتباه است؛ در چک لیست تجربی آمریکای جنوبی آن، گونه‌های گالاپاگوس در incertae sedis با مکان نامشخص قرار دارند.

### گونه‌ها
- سرده سهره‌های زمینی
  - سهره کاکتوسی بزرگ (Geospiza conirostris)
  - سهره زمینی نوک‌تیز (Geospiza difficilis)
    - سهره خون‌آشام (Geospiza difficilis septentrionalis)

  - سهره زمینی میان‌جثه (Geospiza fortis)
  - سهره زمینی کوچک (Geospiza fuliginosa)
  - سهره زمینی بزرگ (Geospiza magnirostris)
    - Darwin's Large Ground Finch (Geospiza magnirostris magnirostris) – احتمالاً منقرض شده (۱۹۵۷?)

  - سهره کاکتوسی معمولی (Geospiza scandens)
- سرده Camarhynchus
  - Large Tree Finch (Camarhynchus psittacula)
  - Medium Tree Finch (Camarhynchus pauper)
  - Small Tree Finch (Camarhynchus parvulus)
  - سهره دارکوبی (Camarhynchus pallidus) – sometimes separated in Cactospiza
  - Mangrove Finch (Camarhynchus heliobates)
- سرده Certhidea
  - Green Warbler-Finch (Certhidea olivacea)
  - Grey Warbler-Finch (Certhidea fusca)
- سرده Pinaroloxias
  - سهره نارگیل (Pinaroloxias inornata)
- سرده Platyspiza
  - Vegetarian Finch (Platyspiza crassirostris)

## اساس مولکولی فرگشت (تغییرهای کوچک در طول زمان) منقار
در پژوهش‌های فرگشتی در سال ۲۰۰۴ مشخص شد که پروتئین مورفولوژیک استخوان ۴ (BMP4) منجر به تنوع اندازه و شکلِ منقار در میان سهره‌ها شده است. BMP4 در جنینِ در حال رشد بر ویژگی‌های اسکلتی شامل منقار تأثیر می‌گذارد. همان گروه نشان داد که شکل‌های متفاوت فرگشت منقار فنچ‌های داروین نیز متأثر از زمان‌بندی کمی متفاوت و حالت فضاییِ یک ژن به نام کالمودولین (CAM) است. کالمودولین در روشی مشابه BMP4، بر برخی از ویژگی‌های رشد منقار تأثیر می‌گذارد. نویسندگان نشان می‌دهند که تغییرات زمانی و مکانیِ این دو عامل احتمالاً کنترل‌کنندهٔ فرگشت مورفولوژی منقار هستند.